# نوریا زوفیا
نوریا زوفیا (انگلیسی: Nuria Zufía؛ زادهٔ ۴ آوریل ۱۹۸۵) بازیکن فوتبال اهل ایالات متحده آمریکا است.
وی همچنین در تیم‌های ملی فوتبال زنان اسپانیا، و زنان اسپانیا، بازی کرده‌است.